# Xã Springville, Quận Susquehanna, Pennsylvania
Xã Springville (tiếng Anh: Springville Township) là một xã thuộc quận Susquehanna, tiểu bang Pennsylvania, Hoa Kỳ. Năm 2010, dân số của xã này là 1.641 người.